# Motanul Sylvester
Motanul Sylvester este un personaj fictiv, o pisică antropomorfica câștigătoare de trei ori la Academy Awards în seria Looney Tunes și Merrie Melodies, adesea fugărind pe Tweety, Hippety Hooper sau pe Speedy Gonzales. Personajul a debutat în desenul Life With Feathers (1945) creat de Friz Freleng. Tweety Pie a fost prima împerechere cu Sylvester și Tweety. Sylvester a apărut în 103 de desene animate în vârsta de aur.

## Personaj
Sylvester este un motan vagabont cu nas roșu și blană alb-neagră. În unele desene Sylvester a mai fost văzut cu fiul său, Sylvester Junior, care a apărut în 12 desene animate. El a mai fost împerecheat în 4 desene cu Porky Pig [trei dintre ele fiind regizate de Chuck Jones iar unul (acesta fiind Kitty Kornered) a fost regizat de Bob Clampett).